# Joël Quiniou
Pour les articles homonymes, voir Quiniou.
Joël Quiniou est un arbitre international français de football né le 17 novembre 1950 à Paris. Il est d'origine bretonne, son père était brestois et sa mère concarnoise.

## Carrière de joueur
Joël Quiniou débute dans le football comme joueur dans les équipes de jeunes de Bourg-la-Reine (Hauts-de-Seine), avant de choisir l'arbitrage : « Plutôt que de faire banquette en juniors, j'ai choisi de m'orienter vers l'arbitrage. C'est d'ailleurs un conseil que je donne aux jeunes joueurs. J'ai été aiguillé par Monsieur Goasguen, secrétaire de la Commission Centrale des Arbitres à la FFF. »

## Carrière d'arbitre
Il commence sa carrière d'arbitre en première division à partir de 1979. Meilleur arbitre français à la fin des années 1980, Joël Quiniou officie lors de trois Coupes du monde (Mexique, Italie, États-Unis). 
Jusqu'à la Coupe du monde 2014 jouée au Brésil, il a ainsi codétenu, avec l'Uruguayen Jorge Larrionda et le Mexicain Benito Archundia, le record du nombre de matches arbitrés lors de cette compétition : 8 rencontres en 1986 (Uruguay-Écosse), 1990 (Italie-Tchécoslovaquie, Brésil-Argentine et Italie-Angleterre) et 1994 (Suède-Russie, Allemagne-Corée-du-Sud, Brésil-États-Unis et Bulgarie-Italie). Ce record a été battu par l'Ouzbek Ravshan Irmatov le samedi 5 juillet 2014.
Il détient un autre record plus insolite, celui du carton rouge sorti le plus rapidement lors d'un match de Coupe du monde : pendant le match Uruguay-Écosse en 1986, il expulse le joueur uruguayen José Batista au bout de 56 secondes de jeu. Joël Quiniou expliquera sa décision de la manière suivante : « Je ne pouvais pas accepter qu'un joueur rentre sur le terrain pour détruire un adversaire ».
Outre de nombreux matches internationaux comme la finale de la supercoupe de l'UEFA en 1989, la finale de la Coupe de l'UEFA en 1991 ou la finale de la Coupe intercontinentale en 1993, il arbitre trois finales de Coupe de France en 1986, 1989 et 1991.
Il devait arbitrer la demi-finale tragique de Coupe de France opposant l'Olympique de Marseille et Bastia dans ce qui deviendra le Drame de Furiani.
Durant la Coupe du monde 1998, il organise la prise en charge des arbitres choisis par la FIFA.
À la fin des années 2000, il écrit des chroniques sur l'arbitrage dans le quotidien L'Équipe et intervient dans l'émission de radio After Foot sur RMC.

## Littérature
Joël Quiniou est le personnage central du récit autofictionnel Mon oncle, de son neveu l'écrivain Christophe Donner.